# Rokumeikan (Drama)

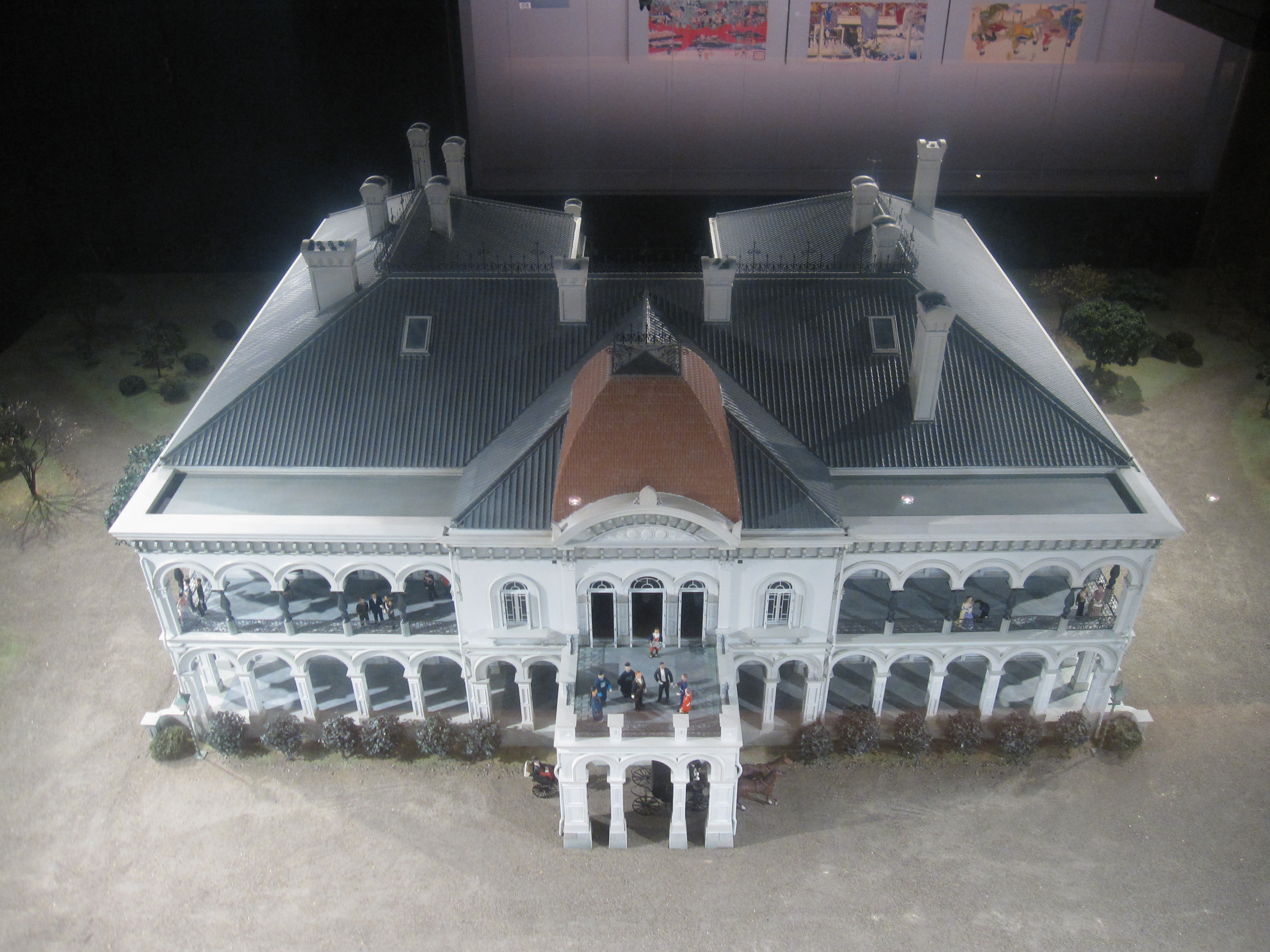
Modell des Rokumeikan im Edo-Tokyo-Museum.

Rokumeikan (japanisch 鹿鳴館) ist ein am 5. März 1957 veröffentlichtes Theaterstück in vier Akten. Verfasst wurde es vom japanischen Schriftsteller Yukio Mishima.
Das Stück war für seine Zeit einmalig durch seine Thematisierung komplexer politischer Intrigen, der Tücken von Liebe und Hass und des Konflikts zwischen politischer Macht und Liebe. Gleichzeitig behandelt Mishima das Thema Wahrheit und unterstreicht durch ständig wechselnde Erzählperspektiven seine These, dass absolute Wahrheit nicht existiert.
Das historische Drama spielt am 3. November 1886, dem 34. Geburtstag von Kaiser Meiji. Zur Zelebrierung wird ein Tanzball im titelgebenden Rokumeikan veranstaltet, der aber von Mitgliedern der Oppositionspartei gestürmt werden soll. Als ein Mitglied der Regierung dies mitkriegt, versucht es, sich alte Familientragödien zunutze zu machen, um den Vorsitzenden der Oppositionspartei unauffällig zu töten.
Nachdem Mishima im Vorjahr mit seiner Theaterstücksammlung Fünf moderne Nō-Spiele international einen Großerfolg verbuchen konnte, fasste er das Ziel seine in der Sammlung enthaltenen Stücke zu übertreffen. Dafür schrieb er insgesamt vier Monate an dem Stück, das später Rokumeikan werden sollte. Mishima selbst war stolz auf das Ergebnis und bezeichnete das Stück als sein „erstes kunstvolles Theaterwerk.“
Rokumeikan ist eines der bekanntesten Theaterstücke des Autors. Es gilt als Meisterwerk des Nachkriegstheaters und hat infolgedessen zahlreiche Adaptionen, Hommagen und Parodien mit sich gezogen. Allein im Jiyū-Gekijō-Theater wurde es von 2006 bis 2009 über 200 Mal aufgeführt und verbuchte über 100.000 verkaufte Tickets.

## Wichtigste Charaktere
- Graf Kageyama Hisatoshi
  - ein rücksichtsloser politischer Führer.

- Gräfin Asako
  - die Ehefrau Kageyamas.

- Marquess Daitokuji Sueko
  - eine Freundin von Asako.

- Akiko Sueko
  - Tochter der Marquess. Verliebt in Hisao.

- Kiyohara Einosuke
  - Führer der oppositionellen Rechten.

- Hisao Einosuke
  - der wütende und enttäuschte Sohn Kiyohara Einosukes.

- Tobita Tenkotsu
  - ein Assassine.

- Kusano
  - das Dienstmädchen der Kageyamas.

- General Miyamura
  - der führende General der Meiji-Regierung.

- Noriko Miyamura
  - die Ehefrau des Generals.

- Baron Sakazaki und seine Ehefrau Sadako Sakazaki

## Aufbau
Das Stück ist in vier Akte geteilt:

Der Rokumeikan-Pavillon im Jahre 1883–1900.

- Der erste Akt spielt in der Teestube (Senkantei) im Garten des Grafen Kageyama gegen 11 Uhr mittags.
- Der zweite Akt spielt am selben Ort gegen 13 Uhr.
- Der dritte Akt spielt im großen Tanzsaal des Rokumeikan  gegen 16 Uhr.
- Der vierte Akt spielt im zweiten Stock des Gebäudes nach 21 Uhr.

Es gibt folglich zwei Bühnensets. In den ersten beiden Akten spielt das Stück im Teeraum des Grafen Kageyama. Die letzten beiden Akte spielen im titelgebenden Rokumeikan, der zum Zeitpunkt des Stücks vor erst drei Jahren errichtet wurde.

## Handlung

### Erster Akt
3. November 1886 im Teeraum des Grafen Kageyama, 11 Uhr: Es ist der Geburtstag des Tennōs und es steht eine Besprechung an. Noriko, Sadako und Sueko sitzen im Teeraum und beobachten ihre Ehemänner durch ein Teleskop. Sie spekulieren über Asako, die Ehefrau des Grafen und wieso diese weder die große Feier am Abend noch die Teezeremonie besucht.
Asako war früher eine berühmte Geisha in Shimbashi und während die anderen Ehefrauen alle westliche Kleider tragen, besteht Asako weiter auf ihre traditionellen japanischen Kimonos. Sie entschied für sich, sich nicht in die politischen Geschäfte ihres Gatten einzumischen; deswegen besucht sie auch die Zeremonien nicht.
Nach einiger Zeit betritt Asako den Raum und die Marquess Sueko konsultiert sie wegen romantischer Komplikationen zwischen ihrer Tochter Akiko und Hisao. Hisao ist der Sohn Einosuke Kiyoharas, dem Vorsitzenden der oppositionellen Rechten (Jiyû Party). Den Anwesenden ist jedoch nicht bekannt, dass Asako eigentlich die Mutter von Hisao ist. Dessen Vater Einosuke steht politisch in jeder Hinsicht diametral zu der Regierungsspitze und positioniert sich eindeutig gegen die Verwestlichung Japans, welche durch die Rokumeikan-Halle symbolisiert wird.
Nachdem die Frauen die Szene verlassen, betritt Hisao die Bühne und Asako und Hisao treffen sich zum ersten Mal in über zehn Jahren. Während ihrer Konversation betont Hisao den Groll, den er gegen seinen Vater Einosuke hegt und seine Verzweiflung, nie seine Mutter kennengelernt zu haben. Einosuke hat sein Leben vollständig der Politik gewidmet und seinen Sohn beim apathischen Dienstmädchen zurückgelassen, das ihn in der Küche schlafen lässt. Hisao glaubt, sein Vater würde ihn bewusst bestrafen wollen, weil er ihn hasse. Sichtlich berührt entscheidet Asako Hisao die Wahrheit zu verraten, namentlich dass sie seine Mutter ist und mit Einosuke eine Liebesbeziehung geführt hat, als sie noch eine Geisha war.
Asako erfährt, dass Hisao plant, seinen Vater zu töten. Indem er ihn tötet, möchte Hisao klarmachen, dass dieser nicht aus politischen Gründen sterben wird, sondern aus persönlichen. Die Tötung ist somit eine bizarre Form, die Aufmerksamkeit seines Vaters zu erlangen und seine Courage und Willensstärke zu beweisen.

### Zweiter Akt
3. November 1886 im Teeraum des Grafen Kageyama, 13 Uhr: Asako bittet Einosuke, während der Abwesenheit des Grafen vorbeizukommen und beide sehen sich nach über 20 Jahren zum ersten Mal wieder. Sie fangen an sich zu lieben und Einosuke äußert Gewissensbisse wegen seiner Distanziertheit zu seinem geliebten Sohn Hisao.
Einosuke verfolgt den Plan, die Feier im Rokumeikan zu stürmen, doch Asako bringt ihn davon ab. Als ihr Ehemann Graf Kageyama zurückkommt, verlässt Einosuke unentdeckt die Szenerie. Zusammen mit Kusano, dem Dienstmädchen, belauscht Asako ihren Ehemann und Tobita bei einem privaten Gespräch. Dort findet sie heraus, dass Graf Kageyama plant, Einosuke zu töten und es wie einen Familienmord aussehen zu lassen. Kageyama traf Hisao vor einem Monat und fand dort über seinen Hass gegen seinen Vater heraus. Er fasst deshalb den Plan, Einosuke durch die Hand Tobita sterben zu lassen und die Schuld Hisao zuzuschieben.
Asako unterbricht das Gespräch und sagt ihrem Ehemann, dass erstens heute kein Einbruch Einosukes stattfinden wird und zweitens sie beschlossen hat, der Feier beizuwohnen. Kageyama versucht irritiert die Gründe für den plötzlichen Sinneswandel seiner Gatting zu verstehen, aber sie weigert sich weiter darauf einzugehen.

### Dritter Akt

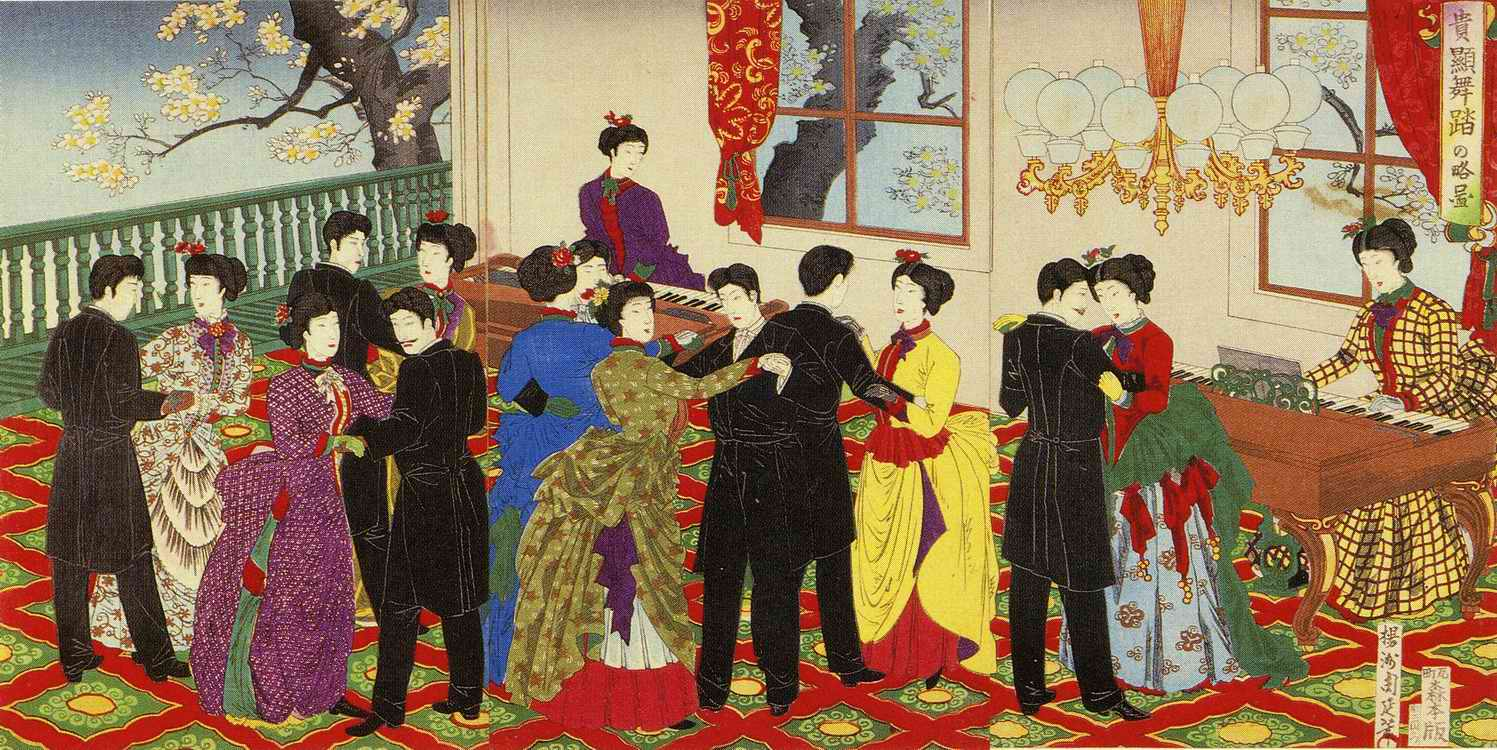
Farbholzschnitt tanzender Gäste im Großen Saal des Rokumeikan.

3. November 1886, Große Tanzhalle des Rokumeikan, 16 Uhr: Asako und Hisao tanzen miteinander. Nachdem er seine echte Mutter gefunden hat, fühlt sich Hisao wesentlich entspannter und auch seine Pläne, Einosuke zu töten, sind geschwunden.
Parallel überredet Graf Kageyama das Dienstmädchen Kusano, ihm die volle Wahrheit zu erzählen. Er erfährt von der Beziehung zwischen Einosuke, Hisao und Asako. Seinen Plan, Einosuke zu töten, möchte er aber dennoch nicht aufgeben. Als Kageyama Hisao auf der Feier trifft, provoziert er ihn. Er redet seine Männlichkeit klein, weil er im Moment der Wahrheit nicht den Mumm aufweist, seinen Vater zu töten. Als Hisao erfolgreich emotional aufgeladen ist, reicht ihm der Graf eine Pistole.

### Vierter Akt
3. November 1886, Große Tanzhalle des Rokumeikan, nach 21 Uhr: Eine Vielzahl japanischer Eliten und Würdenträger betreten die Halle und grüßen einander. Nach einiger Zeit hört Asako von einem Diener, dass Einosukes Parteifreunde in das Rokumeikan eingebrochen sind. Um eine Stürmung der Feier zu verhindern, rennt Asako trotz Lebensgefahr in den zweiten Stock und versucht die Gruppe aufzuhalten.
Als Hisao von den Einbrechern erfährt, glaubt er, sein Vater habe ihn und Asako verraten. Er geht nach draußen und zwei Pistolenschüsse sind zu hören. Der aufgebrachten Asako wird erzählt, jemand habe Hisao getötet und wäre danach weggerannt.
Asako trifft Einosuke, schreit ihn an und stellt ihn zur Rede. Er erzählt ihr, dass es sich bei den Einbrechern nicht um seine Parteimitglieder handelt und Hisao ihn darum gebeten, von seinem eigenen Vater getötet zu werden. Einosuke habe sein Wort gehalten und die Feier nicht gestürmt. Asako glaubt ihm.
Außer sich vor Wut geht Asako zu ihrem Ehemann und trennt sich von ihm, um ihr Leben mit Einosuke fortzuführen. Inmitten des Streites des Ehepaares verlässt Einosuke das Rokumeikan. Plötzlich ertönt ein lauter Pistolenschuss außerhalb des Gebäudes. Der Vorhang schließt sich und der Zuschauer wird im Unklaren darüber gelassen, wer den mysteriösen Schuss abgegeben hat.

## Charakteristika

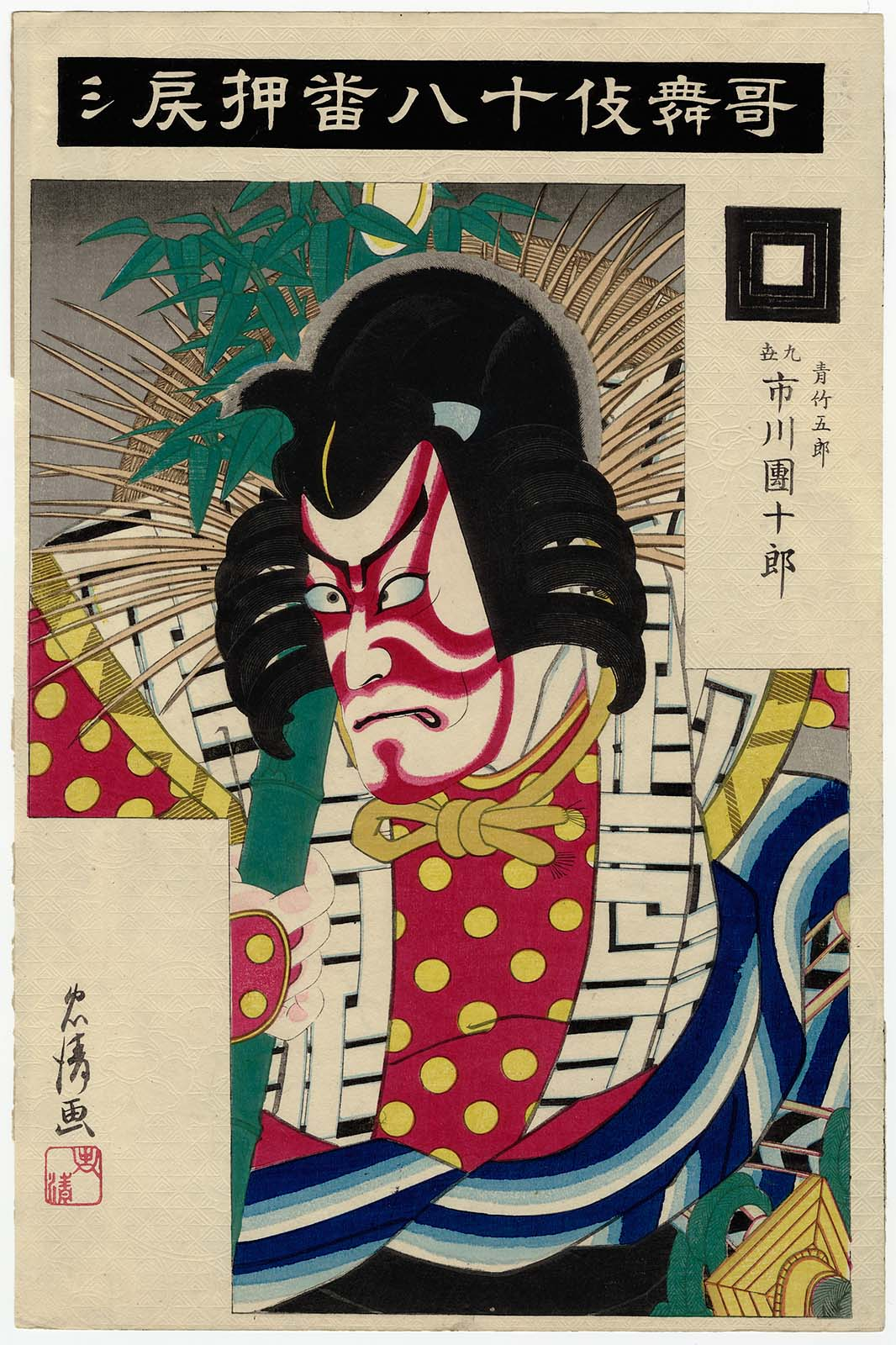
Für Rokumeikan bediente sich Mishima zu großen Teilen am traditionellen Kabuki-Theater.

Ein Grund für den Erfolg von Rokumeikan ist sein einzigartiger Präsentationsstil. Mishima zog für das Stück Inspirationen aus mehreren, eigentlich gegensätzlichen klassischen Theaterströmungen und vermischte diese in ein Gesamtpaket.
Hinsichtlich seiner Dialoge bedient sich Rokumeikan dem modernen Shingeki-Theater. Dieses zeichnet sich dadurch aus, dass es die im Kabuki-Theater vorgeschriebene „gekünstelte Sprache“ ablehnt und sich stattdessen der Sprache der jeweiligen Zeit anpasst. Auch dem folgte Mishima jedoch nur bedingt, da er für das Stück zwar nicht die Kabuki-Sprache verwendet, aber auch nicht die Spracheigenheiten aus der Meiji-Zeit. Stattdessen schrieb Mishima das Stück bewusst in der gehobenen Sprache der Taishō-Zeit, da diese den Höhepunkt der Aristokratie darstellt.
Gleichzeitig sind die Gefühle der Charaktere dem Zuschauer jederzeit bekannt, wie im klassischen Kabuki-Theater. Asako beispielsweise versteckt ihre Gefühle vor ihrem Ehemann Graf Kageyama, legt sie dem Publikum aber offen. Ebenso nutzt Mishima in Rokumeikan das Kabuki-Stilmittel, wichtige Stellen der Geschichte durch laute Geräusche deutlich zu machen. Als Pistolenschüsse zu hören sind, gesteht Asako ihre wahren Gefühle und Hisao gesteht den geplanten Mord an seinem Vater. Auch Elemente des wari zerifu finden sich in dem Stück wieder, namentlich die Eigenheit, Charaktere, die dieselbe Emotion teilen, den gesprochenen Satz gemeinsam enden zu lassen. Die Darsteller des Stücks folgen einer strikten Choreo; auch das ist ein Element des klassischen Kabuki-Theaters und im Shingeki-Theater eher verrucht.
Mishima verfolgte das Ziel, „das einem Schema folgende Schauspiel mit intensiven, psychologisch glaubhaften Emotionen“ zu schmücken. Der Fokus auf Emotionen und Gedanken entspringt einer weiteren traditionellen Theaterform, dem Nō-Theater.

## Analysen (Auswahl)
Die komplexen Beziehungsdynamiken und Themen von Rokumeikan wurden Gegenstand zahlreicher Analysen. Die wohl prominentesten Theorien sind hier aufgeführt, es handelt sich aber mitnichten um eine vollständige Aufzählung.

### Feministische Interpretation
Rokumeikan wurde als Kommentar zu den verschiedenen Frauenrechtsströmungen zur Meiji-Zeit interpretiert: der direkten, konfrontativen und der indirekten, persönlichen – hier porträtiert durch Asako.
Ab 1886 entwickelten sich in der Meiji-Zeit mehrere Frauenrechtsbewegungen, die zum größten Teil von der Regierung zerschlagen wurden. Feministische Aktivisten der „Freiheitspartei“ (自由党 Jiyū-tō) wie Kishida Toshiko und Fukuda Hideko veranstalteten Frauenrechtsmobs, wurden aber zensiert. Aufgrund ihrer „radikalen Theorien“ und der Partizipation in der Freiheitspartei wurden sowohl Toshiko als auch Hideko in den späten 1880er Jahren inhaftiert.
Im Stück strebt Asako auch nach Macht, aber auf andere Weise. Sie nutzt die gezügelten Verhaltensweisen einer traditionellen japanischen Frau, um persönliche Macht zu erlangen; im Gegensatz zu der Frauenrechtsbewegung der Meiji-Zeit mitsamt ihrer Forderungen nach einem allgemeinen Wahlrecht, einem Recht auf Scheidung und der Partizipation von Frauen in wichtigen Gesellschaftsfragen. Gemäß der US-amerikanischen Philosophin Judith Butler: „Weiblich sein ist eine Faktizität ohne Bedeutung. Aber eine Frau zu sein heißt vorher eine Frau geworden zu sein. Es heißt seinen Körper an ein historisches Ideal einer "Frau" angepasst zu haben, seinen Körper veranlasst zu haben ein kulturelles Zeichen zu werden, sich materialisiert zu haben in Unterwerfung zu einer historisch begrenzten Möglichkeit.“
Nach Butler sind Gender, Geschlecht und Sexualität soziale Konstrukte. Asako akzeptiert diesen Umstand und folgt den Erwartungen an eine traditionelle, ideale Frau; sie ist vornehm, schüchtern, versteckt ihre wahren Gefühle, trägt einen Kimono und predigt traditionelle Werte. Und indem sie als diese „ideale Frau“ handelt, erwirbt Asako ihre Macht. Aber entgegen der Behauptungen der Frauenbewegungen, nach denen traditionelle Frauen unterwürfig sind, ist Asako willensstark. Nicht nur besucht sie eine Feier, die im kompletten Gegensatz zu ihren eigenen Werten steht, sie handelt sogar gegen den Willen ihres Ehemannes, um ihren Geliebten und ihren Sohn zu retten.
Die historische Frauenbewegung konfrontierte die Meiji-Regierung direkt, aber Asako wählt eine non-konfrontantive Lösung; sie ist zwar traditionell, gibt aber deswegen nicht ihre eigenen Wünsche auf. Die Tragik an ihrer Lösung liegt aber in seiner Limitierung: Die Macht, die Asako durch ihren Ehemann Graf Nageyama erlangt, ist instabil, da sie von dessen Stand und Willen abhängig ist. Dies demonstriert die die Limitierung der sozialen Konstruktion Gender in der Meiji-Zeit.

### Als Darstellung des Schicksals
In seiner Schrift The Theory of Rokumeikan fokussiert sich Honda Sôki auf die dramatische Ironie des Stücks und sieht darin einen Kommentar Mishimas zu der Unausweichlichkeit des Schicksals. Besonderem Augenmerk widmet er dabei dem Ende: Die letzte große Katastrophe geschieht in einer eleganten, atemberaubenden Atmosphäre, welche ironischerweise erst durch die Lügen und Intrigen geschaffen wurde. Gleichzeitig führen alle Versuche Asakos, ihren Geliebten und Sohn zu retten, am Ende zu deren Tod. Gerade ihre Sicherheit führt zu Unsicherheit.
Yoshida Kenichi schloss sich der Theorie an. Hisao und Einosuke kreierten ein Desaster, welches erst durch die Tragöde von Graf Kageyama geweckt werden würde. Genau diese Tragödie versucht Asako zu verhindern und ist dadurch ironischerweise die Person, die die Tragödie erst ermöglicht.

### Nihilistische Interpretation

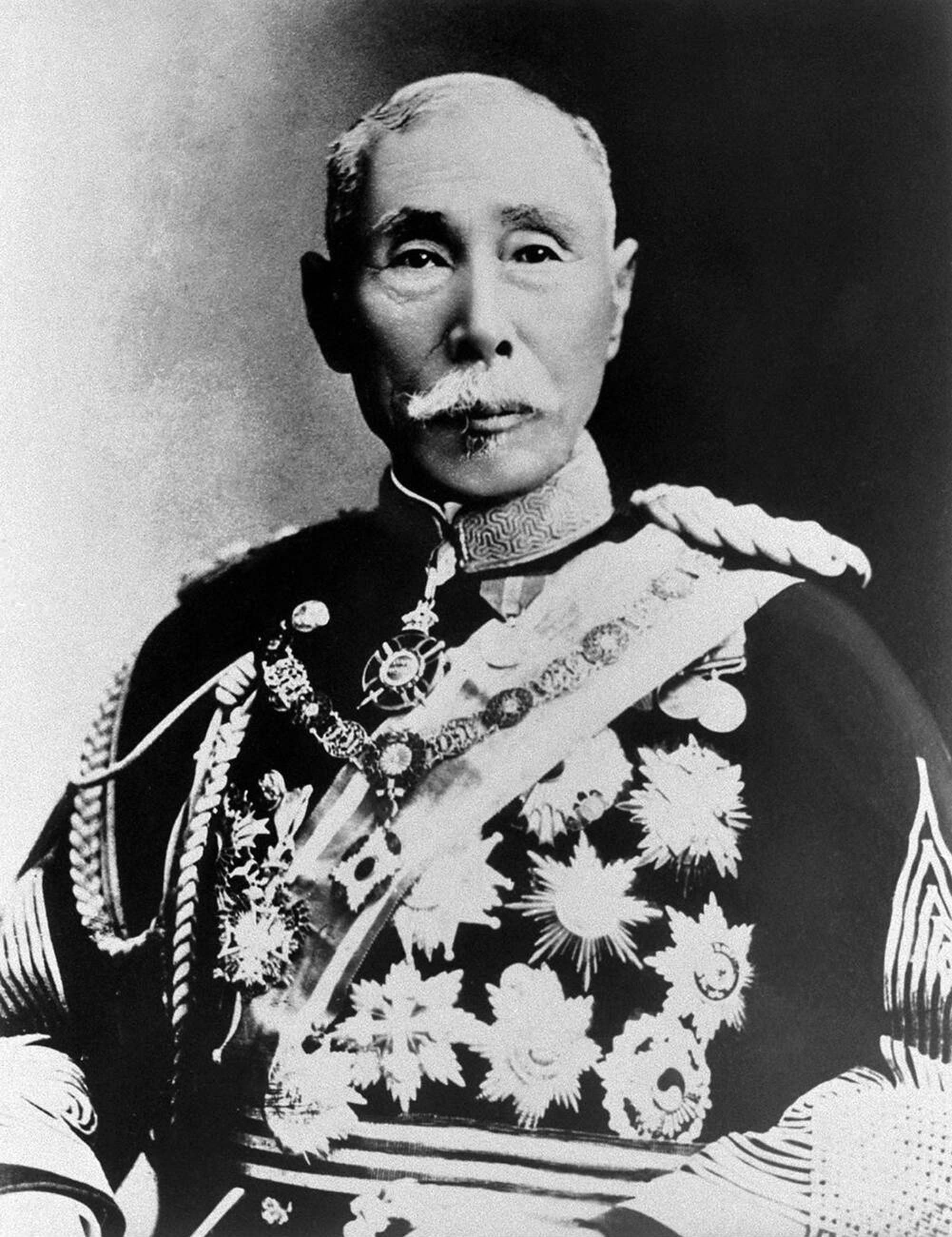
Meiji-Politiker Yamagata Aritomo wird von einigen Literaten mit Graf Kageyama verglichen.

Einige Literaten zogen Parallelen zwischen Graf Kageyama und dem Meiji-Politiker Yamagata Aritomo und betrachten Rokumeikan dadurch als Mishimas Art, seine bekanntermaßen nihilistische Weltsicht zu präsentieren. Zum Erscheinen von Das Meer der Fruchtbarkeit wurde Mishimas Weltsicht als „kosmischer Nihilismus“ spezifiziert.
In einem Essay zu dem Thema findet Ikeda Kotaro Ähnlichkeiten zwischen der Ideologie Aritomos und der des Grafen Kageyama. Yamagata Aritomo wurde zum Ende der Edo-Zeit und war dort als Feldmarschall der Kaiserlich Japanischen Armee sowie zweifacher Premierminister von Japan berüchtigt. Nach Kotaro teilen Kageyama und Aritomo drei Ansichten:
- Beide empfinden politische Raffinesse für wichtiger als Ideologie, da sie die Welt als amoralisch betrachten.
- Beide bevorzugen Einsamkeit, da sie andere Menschen geringschätzen.
- Beide glauben nur an Macht als "moralischen Kompass".

Graf Kageyama beschreibt Politik als das „Land der Heuchler“, da es „keine absolute Wahrheit“ gäbe. Vertrauen zwischen Personen hält er für naiv:

„Ja es stimmt, ich habe mich verschworen. Aber mein wirklicher Beweggrund war es dein Wunschvollstellung zu zerstören, dass Vertrauen zwischen Menschen erreichbar ist.“

Andere Literaten schrieben, dass Mishima seine eigenen politischen Ansichten durch Graf Kageyama ausdrücken wollte. Auch Mishima machte in der Vergangenheit häufig klar, dass es zu jeder Lichtseite eines Menschen immer auch eine Schattenseite geben muss. Ohne diese Koexistenz sei menschliches Leben gar nicht möglich.
Darauf aufbauend interpretierte Dramatiker Tsujiji Takashi Rokumeikan als Mishimas Darstellung, wie Japan nach dem Zweiten Weltkrieg all seine Traditionen und Werte verloren hat. Anhand des Stücks habe Mishima anerkannt, dass dieser „Zerfall“ bereits einige Jahre zuvor, nämlich ab der Meiji-Zeit, seinen Lauf nahm.

### Ehrenwerter Tod und ewiges Leben
Ein Thema, das sich durch Mishimas komplette Karriere zieht, ist dessen Vorstellung eines „ehrenhaften Todes“ und wie der Mensch, indem er als „Mann der Taten“ stirbt, ewiges Leben erreichen könne. Dieses Konzept sollte er vor allem in seinem 1968 veröffentlichten Essay Sonne und Stahl aufgreifen. Auch nach seinem eigenen Suizid hinterließ Mishima, der seines Zeichens nach eines ehrenvollen Todes gestorben ist:

„Das menschliche Leben ist begrenzt. Ich aber möchte ewig leben.“

Einige Rezensenten sehen dieses Konzept auch schon in Rokumeikan angedeutet, indem die einzelnen Tode analysiert werden. Theorie ist, dass sowohl Einosuke als auch Hisao am Ende des Stücks sterben. Indem sie beide verliert, merkt Asako, dass ihre Liebe zu diesen Männern nun unendlich ist. Dieses Konzept scheint auch Hisao verstanden zu haben, sodass sein Plan von Anfang an nicht war, seinen Vater zu töten, sondern viel eher von diesem getötet zu werden. Nur so könne er seinen Wunsch nach (psychologischer) Rache auf ewig stillen, während bei einer Tötungshandlung nur temporäre Befriedigung eintreten würde.

### Ödipus-Komplex
In anderen Analysen wurde eine Verbindung zwischen Politik und dem Ödipuskonflikt nach Sigmund Freud erkannt. Zusammengefasst zeigt sich der Ödipuskonflikt in puren Träumen und Romantik des jungen Mannes, die durch die listigen Intrigen des Vaters zerstört werden. Der Sohn wird dann rebellisch gegen den Vater und die Mutter nimmt die Seite ihres Sohnes ein.
In Rokumeikan steht Asako zwischen beiden Fronten, um eine Tragödie zwischen Einosuke und Hisao zu verhindern. Einosukes unintentionelle emotionale Distanziertheit bewirkt aber Frustration bei Hisao, was am Ende zu einer Tragödie führt. Am Anfang des Stücks plant Hisao die Tötung seines Vaters, aber am Ende tötet Einosuke seinen Sohn ohne es zu realisieren; das genaue Gegenteil der Ödipus-Saga, in dem Ödipus ohne es zu realisieren seinen Vater tötet.

### Sehnsucht nach Selbstzerstörung
Einige Analytiker verweisen auf Mishimas sexuelle Wünsche, eines Todes wie der heilige Sebastian zu sterben. Diesen thematisiert er vor allem in seinem Durchbruchroman Bekenntnisse einer Maske.
Sebastian wurde vom römischen Kaiser Diokletian geliebt. Diesen lehnte er aber ab, um zum Christentum zu konvertieren. Sebastians Entschlossenheit, sich dem Christentum zu widmen, führte zu einem starken Verlangen nach Selbstzerstörung. Nach Shibusawa Tatsahiko korrespondiert diese Geschichte mit Hisao, der frustriert vom Leben rebellische Taten vollführt. Mishima habe sich durch Hisao also selbst im Stück verewigt.

### Sexualität und Wahrheit als relative Konzepte

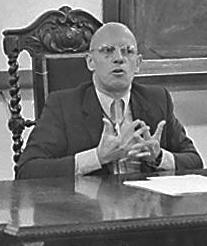
Michel Foucault im Jahr 1974. Begründer der Macht/Wissen-Theorie.

In einer Dissertation der Portland State University formuliert Mami Harano auf Basis Michel Foucaults die These, dass die Konzepte Sexualität und Wahrheit durch Macht definiert werden. Ideologische Wahrheiten wären somit immer ein Produkt politischer und ökonomischer Macht.
Graf Kageyama besitzt vier Quellen an Macht:
- Seinen hohen sozialen Status.
- Sein Vermögen.
- Seine politische Autorität.
- Seine Dominanz gegenüber etlichen Frauen.

Mit dieser Macht, basierend auf seinem Vermögen und seiner maskulinen Dominanz über sein Dienstmädchen Kusano, kann er ihr die versteckte Wahrheit über Hisao, Einosuke und Asako entlocken. Die Wahrheit kann vor Graf Kageyama nicht versteckt werden, da er durch seine Macht immer die Möglichkeit hat, zu erfahren, was er möchte. Dieselbe Macht kreiert auch Sexualität: Kageyama konnte seine Frau Asako, eine ehemals angesehene Geisha, durch seine Macht erwerben. Zu ihrem Sohn sagt Asako deutlich „Ich habe mich nie nach jemandem gesehnt, außer deinem Vater“. Asako liebte also immer nur Einosuke, dennoch reichte Kageyamas Macht, um sie zu seiner Frau zu machen. Ähnliches gilt auch für das Hausmädchen Kusano, das ihm aufgrund seines Vermögens und sozialen Status uneingeschränkt gehorsam ist. Das Konzept zieht sich noch weiter: Kageyama möchte Hisaos Groll gegen seinen Vater nutzen, um diesen unentdeckt zu töten und als Familientragödie verschleiern zu können. In Wechselwirkung nutzt Kageyama die Wahrheit, welche er durch seine Macht erlangt hat, um seine Macht zu sichern.
Asakos Quellen an Macht sind ähnlich zu denen Kageyamas: ihre Sexualität, ihr hoher sozialer Stand und ihr Vermögen. Im Gegensatz zu diesem war ihr sozialer Stand früher aber deutlich geringer, ihre Autorität erlangte sie erst als Ehefrau des Grafen. Asako nutzt ihre Intelligenz und Attraktivität, um die ihr zugewiesene Macht adäquat zu nutzen; hierdurch wird sie zu einer „erfolgreichen Frau.“ Dennoch bleibt es ihr verwehrt, mächtiger zu werden als ihr Ehemann, denn ohne ihn wäre sie wieder machtlos. Das führt dazu, dass sie nach dem Tod ihres Geliebten und Sohnes voraussichtlich wieder zu ihrem Ehemann zurückkehrt. Sie liebt zwar Einosuke, doch die Macht ihres Mannes in Form sozialen Standes in der Gesellschaft ist stärker, als ihre Liebe. Ihre Rettungsversuche gegenüber Einosuke und Hisao sind erfolglos, aufgrund der Dominanz an Macht ihres Ehemannes. Sie repräsentiert dadurch das Ideal romantischer und mütterlicher Liebe, die durch die reale politische Macht bezwungen wird.
Nach Foucault gibt es „keine absolute Wahrheit, sondern nur viele Ideen oder Interpretationen von Wahrheit“. Gleichzeitig sind diese Interpretationen aber alle kontrolliert durch Etiketten, Gewohnheiten und Traditionen, die von den Mächtigen der Gesellschaft geschaffen werden.

## Hintergrund

### Schreibprozess und Inspirationen

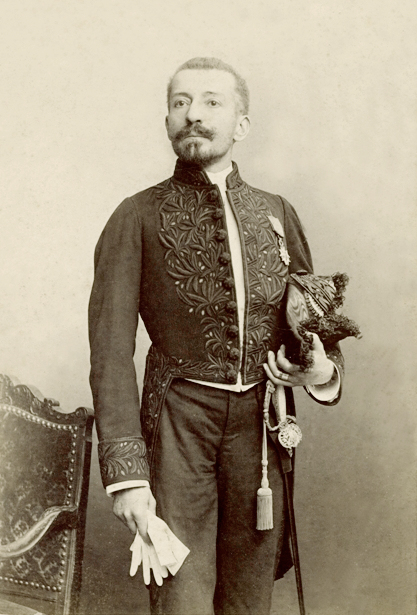
Pierre Lotis Kurzessay Ein Ball in Edo weckte in Mishima die Idee, Rokumeikan zu schreiben.

Mishima schrieb Rokumeikan 1956 im Alter von 31 Jahren innerhalb von vier Monaten. Das Literaturtheater Daiichi Seimi fragte den Autor an, ein Stück zu ihrem 20-jährigen Bestehen beizusteuern, was dieser annahm. Mishima fühlte sich durch den enormen Erfolg seiner Theaterstück-Sammlung Fünf moderne Nō-Spiele herausgefordert, seine Leistung zu toppen und wollte dafür ein Werk schaffen, das „die Schauspieler mehr fördert.“
Die Idee, das Stück um einen elitären Tanzball kreisen zu lassen, kam Mishima, als er Pierre Lotis Ein Ball in Edo las. Der kurze Essay schilderte Lotis Erfahrungen am Geburtstag des Tennō 1886, der im Rokumeikan gefeiert wurde. Mishima – selbst Kritiker der Meiji-Zeit – verfolgte das Ziel die „Nostalgie“ an die alte Zeit zu erschüttern und einen Ball zu karikieren, der „schöner in den Erinnerungen ist, als in Realität.“ Er wollte die negativen Seiten einer Ära, die in der Neuzeit „zu romantisch“ dargestellt wird, in den Vordergrund der Geschichte stellen:

„Natürlich hat der Abstand zu der Zeit die Darstellung verschönert. Auf diese Weise ist es die Aufgabe des Autors, Bilder, die von der Realität abweichen, zu korrigieren. Es ist Leuten wie Pierre Loti und Akutagawa Ryūnosuke zu verdanken, dass es noch Dokumente aus der Zeit gibt, aus denen deutlich wird, wie gefärbt unsere jetzige Betrachtung doch ist.“

Nach Takeshi Muramatsu und Imamura Tadashi wurden Graf Kageyama und seine Ehefrau Asako nach Vorbild von Victor Hugos Lucrèce Borgia modelliert.  Mishima äußerte sich zwar nie zu dem konkreten Punkt, es ist aber bekannt, dass er einst eine Aufführung von Lucrèce Borgia geplant hatte. Außerdem äußerte er sich zu der Familie Borgia: „Ich hab viel Sympathie für die Familie Borgia. Ich mag sowohl Cesare Borgia als auch Lucrezia Borgia.“
Die Dialoge schrieb Mishima bewusst nach Kabuki-Vorbild, nachdem er im Vorjahr mit Fünf moderne Nō-Spiele bereits das Nō-Theater salonfähig gemacht hat. Toru Matsumoto vermerkte dazu später, dass die Verbindung von „Liebe und Verschwörung“ im Kabuki-Theater tiefverwurzelt ist, jedoch bis dato noch nicht die Verbindung zwischen „Liebe und Politik.“ Mishima nutzte Rokumeikan demnach um einerseits Tribut zu dem Theater seiner Kindheit zu zollen und andererseits, um seinen eigenen Beitrag zu der Theatertradition beizutragen.
Da Fünf moderne Nō-Spiele seinen Fokus eher auf das Setting und die Konzepte legte, wollte Mishima mit Rokumeikan die Darsteller wieder mehr in den Vordergrund stellen. Mishimas Aussagen nach, handele es sich um ein „schwieriges Stück“, da die Darsteller wie echte Politiker „das Vertrauen des Publikums gewinnen“ müssten, obwohl mehrere, entgegenstehende Perspektiven gezeigt werden. Für die ersten Aufführungen führte deshalb Mishima selbst das Casting durch. Für die Rolle der Asako hatte Mishima Sugimura Haruko im Blick, die trotz eines parallel laufenden Stücks zusagte. Jahre später sollte Mishima erneut mit Haruko für sein Theaterstück Die Harfe des Glücks zusammenarbeiten und dort ein medienwirksames Zerwürfnis haben (sog. Harp of Joy Vorfall.)
Ein weiteres Anliegen Mishimas bei den Arbeiten an Rokumeikan war das Schaffen entgegenstehender Aussagen. Das wunderschöne Rokumeikan-Gebäude repräsentiert eine Welt blendender Schönheit, während die in ihm dinierenden Gäste die unschöne Seite der menschlichen Natur, namentlich Verrat, Lügen, Intrigen und Täuschungen, widerspiegeln. Dadurch, dass Mishima das Stück aus der Sicht der japanischen Elite erzählt, bietet er eine entgegenstehende Betrachtungsweise zu den Überlieferungen der einfachen Bevölkerung, welche den Bau des Rokumeikan überwiegend als Geld- und Zeitverschwendung betrachtete. Mishima glaubte, dass diese Ansicht nicht zwingend die der Aristokratie war. Mishima glaubte, entgegengesetzte Perspektiven zu bieten, sei die Aufgabe eines Autors:

„Historiker vollbringen eine großartige Arbeit, indem sie uns vermitteln, was früher geschehen ist und uns damit die Möglichkeit bieten, aus der Vergangenheit auf die Zukunft zu schließen. Eine Sache machen sie aber nicht; sie bieten keine andere Betrachtungsweise. Historiker übermitteln was geschehen ist, nicht was nicht geschehen ist. Diese Aufgabe obliegt uns Autoren.“

### Chronologie der Veröffentlichung
Das Stück feierte seine Premiere am 27. November 1956 in der Daiichi Seimi Hall in Tokio als Teil ihres 20-jährigem Jubiläumskonzerts. Die Hauptrollen spielten Sugimura Haruko und Nobuo Nakamura. Mishima spielte in einer Cameo-Rolle als Bediensteter. Im Anschluss wurde Rokumeikan innerhalb eines halben Jahres in 37 Städten weltweit aufgeführt.
Die Vollbuchveröffentlichung erschien am 5. März 1957 bei Tokyo Sogensha. Die Taschenbuchausgabe folgte einen Monat später bei Shincho Bunko.

## Historischer Hintergrund und Vorbilder

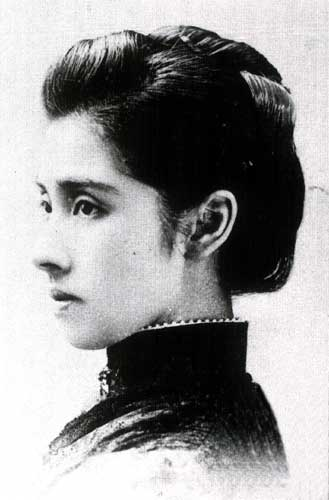
Ryoko Mutsu, die Ehefrau Mutsu Munemitsus und ehemalige Geisha, ist das optische Vorbild für Asako.

Infolge der Meiji-Restauration wurden die Samurai formell abgeschafft, die Shōgun und Daimyō wurden aber als Dank für ihre alten Verdienste in den Adelsstand erhoben und im Jahr 1883 in den Xinhua-Stamm integriert. Der Daimyō hatte mithin keine politische Macht mehr. Stattdessen wurden seine Kompetenzen nun an das Kabinett delegiert.
Aus den Skizzen zu Rokumeikan ist zu entnehmen, dass als Vorbild für Graf Kageyama der Meiji-Politiker Inoue Kaoru und als Vorbild für Einosuke der Oppositionelle Gotō Shōjirō diente. Dass ihr Hass gegeneinander nicht auf persönlichen Problemen, sondern rein auf politischen Differenzen fußte, zeigt sich in dem Stück auch in der Beziehung zwischen Graf Kageyama und Einosuke.
Auch in der Meiji-Zeit machten Politiker, einschließlich Inoue Kaoru, Geisha nicht nur zu ihren Geliebten, sondern sogar zu ihren Ehefrauen. Dies erklärt auch wieso Asako trotz ihrer Vergangenheit weder verächtlich betrachtet, noch ausgestoßen wird. Dennoch wurde Asakos Persönlichkeit nicht nach Takeko Inoue, Ehefrau Kaoru Inoues, sondern Umeko Ito, Ehefrau Itō Hirobumis, modelliert. Die optische Beschreibung Asakos basiert auf Ryoko Mutsu, der Ehefrau von Mutsu Munemitsu und ebenfalls ehemalige Geisha.
Das titelgebende Gebäude, das Rokumeikan, wurde 1883 errichtet und diente bis 1893 als Sitz der Meiji-Regierung. Es sollte als Symbol der Meiji-Politik für Modernisierung. Der bedeutende japanische Staatsmann Inoue Kowashi formulierte damals die These, dass auswärtige Konflikte durch die Sicht westlicher Zivilisationen auf Japan als „barbarisch“ zurückzuführen sind. Durch das Rokumeikan, das in einem britischen Stil errichtet ist, wollte die Meiji-Regierung ein Zeichen setzen, um den Handel mit westlichen Ländern zu stärken.
Am dritten November 1886 wurde tatsächlich ein großes Fest im Rokumeikan gefeiert, auf dem über 1700 Gäste anwesend gewesen sein sollen. Ein Vorfall wie aus dem Stück ist jedoch nicht überliefert.

## Reaktion der Darsteller
Unter Mishimas Theaterstücken gilt Rokumeikan bei Darstellern als sein beliebtestes Stück, insbesondere unter denen der Hauptrolle Asako.
Sugimura Haruko, die Geschäftsführerin von Bungaku-za und Darstellerin der Asako bei der Premiere des Stücks, bezeichnete Rokumeikan als „spaßiges Stück, das Spannung auf ein neues Level gehoben hat.“ Haruko dankte Mishima persönlich in einem 1959 geschriebenen Essay: „Es ist unmöglich zu beschreiben, wie geehrt, aufgeregt und erfreut ich war, als ich das Angebot bekommen habe. Asako ist meine Traumrolle.“ Mishima habe einen „Schreibstil, der poetischer ist als der anderer Bühnenautoren“ und sie prognostizierte, dass „neue Aufführungen und Darsteller kommen werden, nur wegen des neuen Schreibstils.“ Zusammen mit ihrer Firma Bungaku-za führte Haruko das Stück noch im Erscheinungsjahr des Buches knapp 80 Mal auf. Es sollte bis zu ihrem Verwürfnis mit Mishima im Jahr 1963 dauern, dass Haruko jede weitere Vorführung des Stücks abwies.
Mizutani Yaeko nannte am Ende ihrer Karriere Rokumeikan als ihr „Lieblingsstück.“ Dementsprechend wählte sie es auch in ihre Liste der letzten zehn Stücke, für die sie auf die Bühne zurückkehren würde.

## Adaptionen (Auswahl)
Bedingt durch seinen Erfolg wurde Rokumeikan mehrfach in verschiedener Form adaptiert. Die Auflistung ist folglich nicht abschließend.

### Fernseh- und Hörspiel-Adaptionen
Am 9. Juli 1959 lief Rokumeikan als Fernsehdrama unter Regie von Takeo Matsuura von 20:00–21:45 auf Fuji TV. Graf Kageyama wurde von Nobuo Nakamura und Asako von Sugimura Haruko gespielt. Ein weiteres Fernsehdrama wurde am 25. April 1970 unter Regie von Ben Wada bei NHK ausgestrahlt, mit Masakazu Tamura in der Rolle des Hisao. Ein am 5. Januar 2008 gedrehter Fernsehfilm auf TV Asahi konnte mit einer Einschaltquote von 41,2 % einen Rekord aufstellen. Tamura spielte nunmehr den Grafen Kageyama.
Eine Miniserie mit 13 Folgen erschien unter dem Namen Rokumeikan auf TBS. Shin Saburi spielte die Rolle des Grafen Kageyama, Sugimura Haruko die der Gräfin Asako. Ein Hörspiel wurde unter anderem am 2. Februar 2008 auf KNB Broadcasting gesendet. Unter dem Titel Die hundertste Nacht sendete der Südwestfunk 1961 nach einer Übersetzung von Gerda von Uslar ein Hörspiel unter der Regie von Hans Dieter Schwarze, mit Ida Ehre (Die alte Frau) und Udo Vioff (Dichter) in den Hauptrollen.

### Filmadaption
Rokumeikan erschien am 20. September 1986 unter Tōhō als Filmadaption. Regie führte Kon Ichikawa, die Laufzeit beträgt 125 Minuten. Namentliche Darsteller sind unter anderem Bunta Sugawara und Ruriko Asaoka.
Eine Filmadaption zu Lebzeiten Mishimas war 1957 unter Regie von Shibuya Minoru geplant. Mishima weigerte sich jedoch, die Rechte herauszugeben, sodass die Planung nicht realisiert wurde.

### Oper
Vom 24.–27. Juni 2010 wurde im Neuen Nationaltheater Tokio Rokumeikan als Oper aufgeführt. Für die Musik war Shin’ichirō Ikebe verantwortlich, als Orchester fungierte das Tokyo Symphony Orchestra.